# Rostam Ghasemi

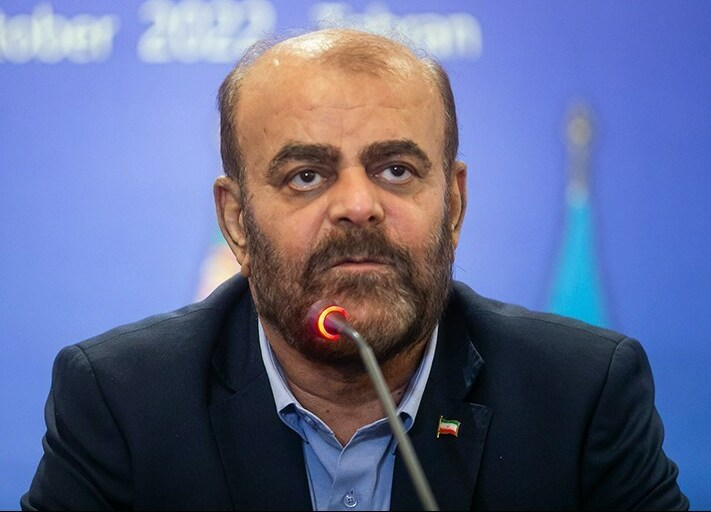
Rostam Ghasemi, Oktober 2022

Rostam Ghasemi (persisch رستم قاسمی; * 5. Mai 1964 in Schiras, Provinz Fars; † 8. Dezember 2022) war ein iranischer General und Politiker.

## Militärische Laufbahn
Ghasemis Vater, Gouverneur der Provinz Fars und Geschäftsmann, ebnete schon früh den Weg für seine spätere erfolgreiche militärische Karriere. Er bestand 1981 darauf, dass Rostam Ghasemi im Alter von 17 Jahren eine Offizierslaufbahn in einer nicht-kämpfenden Teilstreitkraft einschlug. Im Ersten Golfkrieg, zwischen Iran und dem Irak, wurden weite Teile des Landes zerstört, wovon die Teilstreitkraft „Khatam-Anbia-Truppe“, der er angehörte, profitierte. Der „Khatam-Anbia-Truppe“, einer Aufbau-, Entwicklungs- und technischen Beratungsteilstreitkraft, kam während und insbesondere nach dem Kriege im Zuge des Wiederaufbaus eine bedeutende Rolle, vor allem in der zerstörten Petro-Infrastruktur des Landes, zu.
2001 wurde Ghasemi stellvertretender Kommandeur der Truppe, nachdem Ali Jafari den Oberbefehl zugesprochen bekommen hatte. Am 1. September 2007 wurde Jafari zum Oberbefehlshaber der gesamten iranischen Streitmächte ernannt, worauf Ghasemi ihm in das freigewordene Amt folgte.

## Politische Laufbahn
Im Jahr 1988 wurde Ghasemi in den Madschles, das iranische Parlament, gewählt sowie 1992 und 1996 bestätigt. Am 26. Juli 2011 wurde er von Präsident Mahmud Ahmadineschad als iranischer Ölminister nominiert und vom Parlament am 3. August 2011 in dieses Amt gewählt. Damit hatte er zeitgleich mit dem Amtsantritt die turnusgemäß bis einschließlich 31. Dezember 2011 bei Iran liegende Führung der Organisation erdölexportierender Länder (OPEC) inne. Das amerikanische Wirtschaftsmagazin Forbes setzte ihn daraufhin auf die Liste der mächtigsten Menschen weltweit. Mit Platz 32 war er der mächtigste weltliche Iraner seit Aufstellung der Liste. Ghasemi galt als Schlüsselfigur bei den iranischen Maßnahmen zur Umgehung der internationalen Sanktionen gegen Iran zum Ölexport.
Nachdem Ghasemi durch die Abwahl Ahmadineschads das Amt des Ölministers 2013 hatte abgeben müssen, wurde er am 22. August hochrangiger Berater des Verteidigungsministeriums unter Hossein Dehghan.
Im Oktober 2022 war Ghasemi Minister für Straßen und Stadtentwicklung Irans.

## Tod
Nach Angaben der staatsnahen iranischen Nachrichtenagentur Mehr News Agency starb er am 8. Dezember 2022 nach längerer Krankheit, die ihn einige Wochen zuvor zum Rücktritt von seinem Ministeramt gezwungen hatte.